# 法國在歐洲青少年歌唱大賽之歷年表現
法國在歐洲青少年歌唱大賽的參賽歷史始於在挪威利樂漢瑪舉辦的2004年第二屆歐洲青少年歌唱大賽，到2024年最近一次參賽為止已參加了8次大賽。歐洲廣播聯盟（EBU）正式會員法國電視台（FTV）負責該國的主辦、選拔與參賽事宜。法國在參加完2004年大賽後就長時間不參賽，直到14年後的2018年才回歸參賽。法國至今已也拿下了三次大賽冠軍，分別是2021年瓦倫蒂娜的〈我想像〉、2022年利山卓的〈噢，媽媽！〉、以及2023年佐伊·克勞祖爾的〈心〉。

## 歷史
法國在2004年首次參賽時送出了托馬斯·龐蒂埃（Thomas Pontier）和他的歌曲〈如果我們想要〉（Si on voulait bien）參賽。當年為了選出參賽代表，FTV在自家的攝影棚舉行了國家選拔賽，一共有7000名兒童參與初選，另外還有1000名兒童受邀參與選拔，最終只有11位選手挺進決賽，並由托馬斯·龐蒂埃以翻唱电话乐队的歌曲〈Un autre monde〉拿下最終勝利。龐蒂埃之後拿來參加大賽的原創曲〈如果我們想要〉在2004年10月7日與MV一同發布。盡管最終以78分排行第6名，FTV因缺乏參賽動機而決定在這之後不再參賽，並表示「太多的歐洲歌唱大賽會扼殺歐洲歌唱大賽」。
2015年11月18日，媒體報導稱法國廣播公司們有興趣回歸參賽，但法国电视二台（France 2）早在2015年6月24日就宣布法國沒有任何回歸參賽的計畫，但還是會送一支代表團前往保加利亞來觀察當年的大賽。2016年5月13日，時任大賽執行主管永·奧拉·桑在記者會上表示EBU正在與包括法國在內的多個國家的廣播公司進行接觸，以便他們參加2016年的大賽。歐洲歌唱大賽法國代表團團長愛德華多·格拉西（Edoardo Grassi）是2016年歐洲青少年歌唱大賽馬爾他國家選拔賽的評審團成員之一，並且還被節目主持人介紹為歐洲青少年歌唱大賽法國代表團團長。然而最終法國沒有出現在2016年的最終參與名單中。2018年5月12日，法國正式宣布將在2018年重返賽場，這次他們推選了《法國兒童之聲》第四季總冠軍安潔莉娜·納瓦參賽。

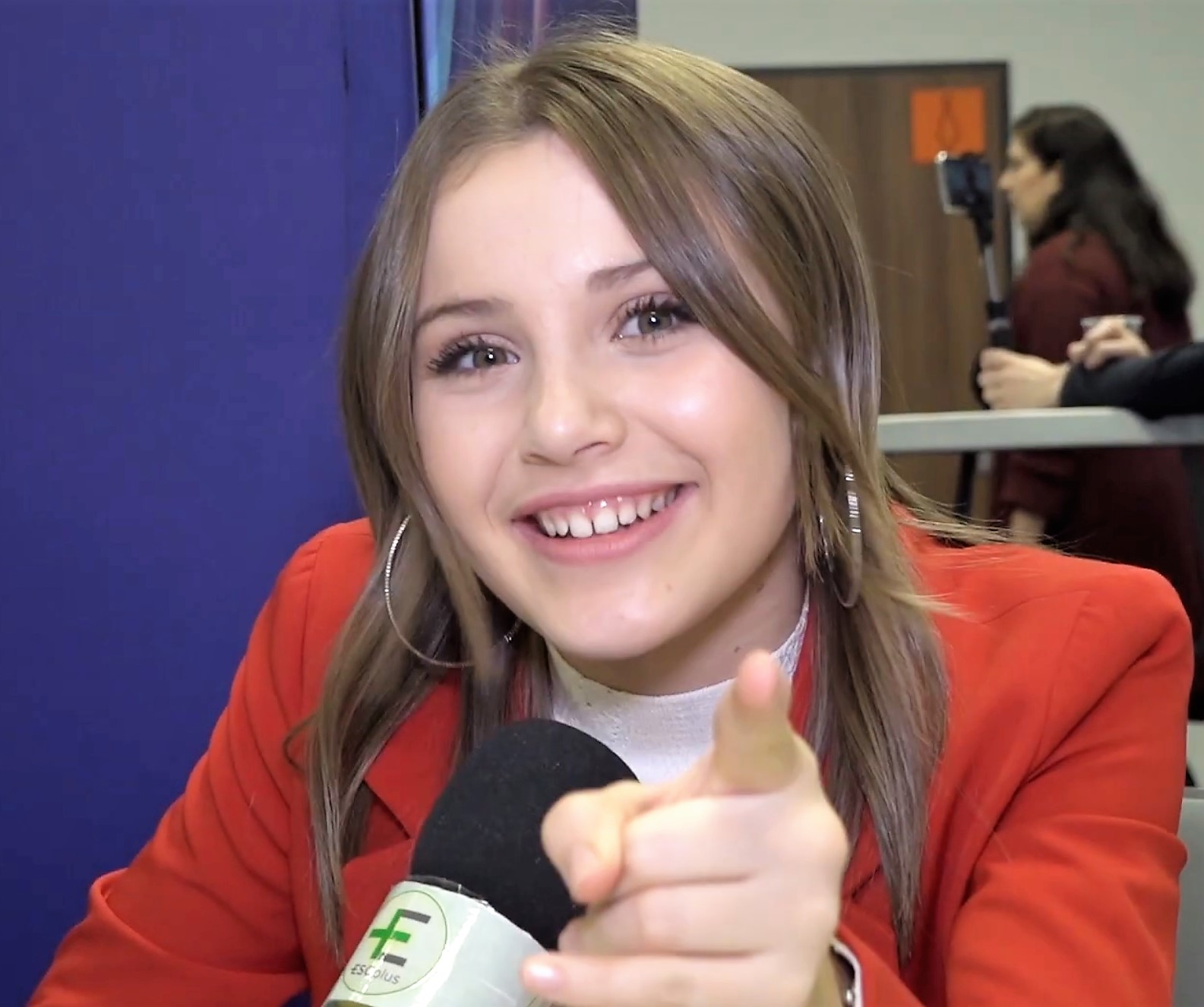
在大賽會場接受媒體採訪的法國2019參賽代表卡拉·拉薩利

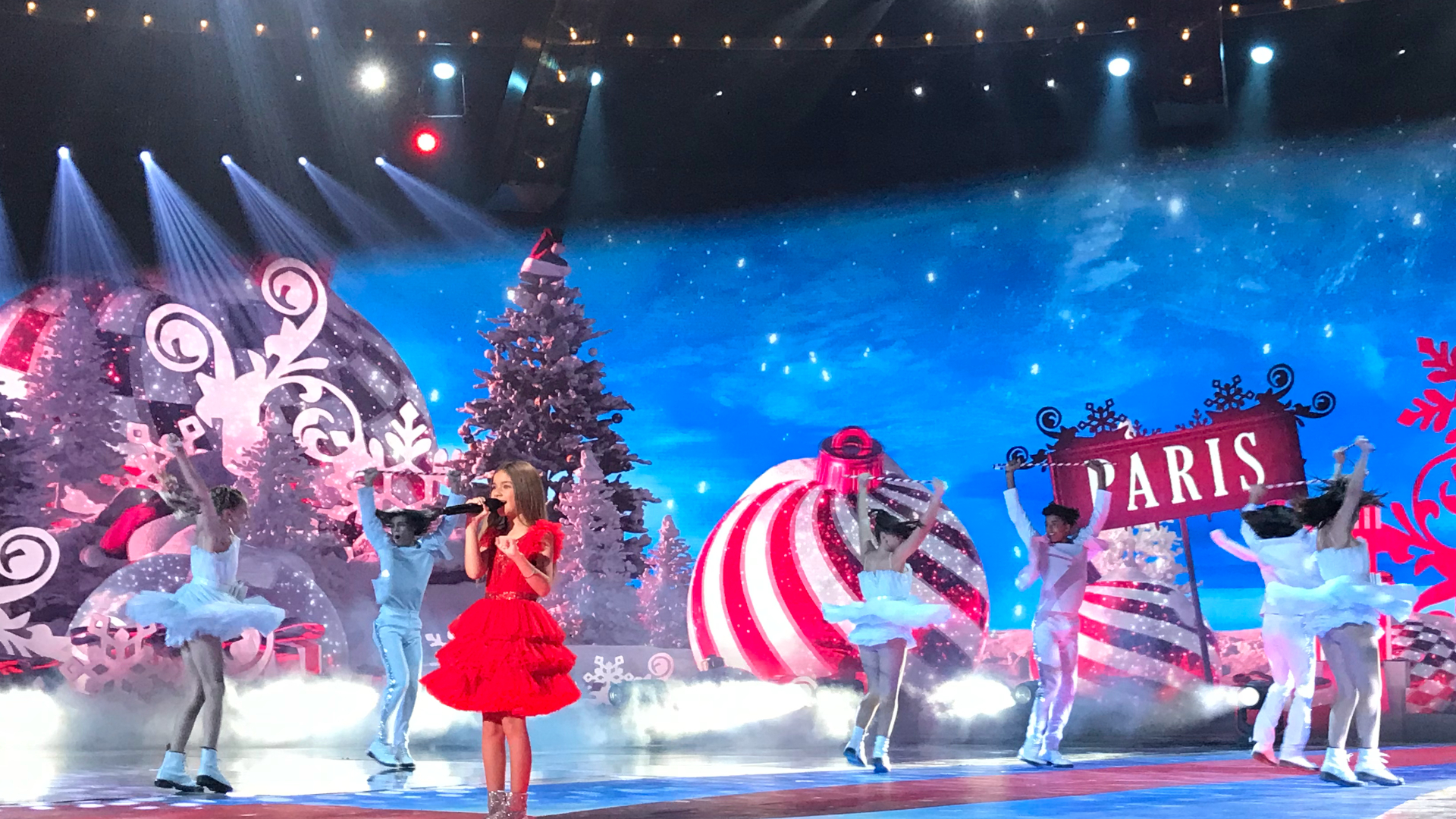
瓦倫蒂娜 (歌手)在2021大賽幕間式的表演

2020年10月8日，France 2選出了11歲的瓦倫蒂娜以及她的歌曲〈我想像〉來參加在波蘭華沙舉辦的2020年大賽，結果在2020年11月29日大賽上，瓦倫蒂娜成為第一位贏得大賽的法國選手，同時也給了法國自1989年歐洲青年舞蹈家大賽之後久違的欧洲电视网賽事勝利。2020年12月9日，EBU證實法國將主辦2021年大賽。法國內部選拔選出嘻哈和R&B歌手恩佐，並以〈滴答〉（Tic Tac）一曲出戰2021年歐洲青少年歌唱大賽。在2021年12月3日舉行的大賽開幕典禮兼表演序抽籤儀式上，地主國法國抽到第13位表演，排在烏克蘭之後、亞塞拜然之前。法國最終以187分在19國中拿下季軍。
FTV於2022年10月28日宣布利山卓與他的歌曲〈噢，媽媽！〉將代表法國參加2022年歐洲青少年歌唱大賽。在2022年12月5日的大賽開幕典禮後，官方宣布法國將排在第6位表演，排在義大利和阿爾巴尼亞之間。法國最終以203分贏得大賽第二勝，而法國代表團團長亞歷山德拉·雷德-阿米爾（Alexandra Redde-Amiel）和FTV的總經理德爾菲娜·埃諾特隨即宣布法國和FTV有意願主辦下一屆的大賽。
法國決定在尼斯舉辦2023年歐洲青少年歌唱大賽，並推出佐伊·克勞祖爾和她的歌曲〈心〉。在2023年11月20日舉行的開幕式和表演序抽籤中，地主國法國排在第12位表演，排在葡萄牙之後、阿爾巴尼亞之前。法國最終以228分贏得大賽，成功追平喬治亞的三勝紀錄，並成為繼波蘭之後第二個有連勝紀錄的國家。盡管克勞祖爾成功在主場衛冕，法國並不想再主辦一次大賽，並將主辦權交給亞軍西班牙。2024年9月18日，提圖安被選為2024年歐洲青少年歌唱大賽代表，並演唱 〈像這樣，像那樣〉（Comme ci, comme ça）。

## 參賽者
以下是代表法國參加大賽的所有選手與歌曲的列表，其中文名稱皆非官方中譯：
| 1 | 冠軍 |
| 2 | 亞軍 |
| 3 | 季軍 |

| 年份          | 參賽選手                           | 歌曲                                      | 語言       | 排名     | 得分     |
| ------------- | ---------------------------------- | ----------------------------------------- | ---------- | -------- | -------- |
| 2004年        | 托馬斯·龐蒂埃 Thomas Pontier       | 〈如果我們想要〉 〈〉                     | 法语       | 6        | 78       |
| 2005年–2017年 | 沒有參賽                           | 沒有參賽                                  | 沒有參賽   | 沒有參賽 | 沒有參賽 |
| 2018年        | 安潔莉娜·納瓦 Angélina Nava        | 〈不能沒有你〉 〈〉                       | 法語、英語 | 2        | 203      |
| 2019年        | 卡拉·拉薩利 Carla Lazzari          | 〈碰、磅、你〉 〈Bim bam toi〉            | 法語       | 5        | 169      |
| 2020年        | 瓦倫蒂娜·特羅內爾 Valentina Tronel | 〈我想像〉 〈J'imagine〉                  | 法語       | 1        | 200      |
| 2021年        | 恩佐·伊萊爾 Enzo Hilaire           | 〈滴答〉 〈Tic Tac〉                      | 法語       | 3        | 187      |
| 2022年        | 利山卓·福米卡 Lissandro Formica    | 〈噢，媽媽！〉 〈Oh Maman!〉              | 法語       | 1        | 203      |
| 2023年        | 佐伊·克勞祖爾 Zoé Clauzure         | 〈心〉 〈Cœur〉                           | 法語       | 1        | 228      |
| 2024年        | 提圖安·赫爾佛 Titouan Hervo        | 〈像這樣，像那樣〉 〈Comme ci, comme ça〉 | 法語       | 4        | 177      |

### 選手相片集

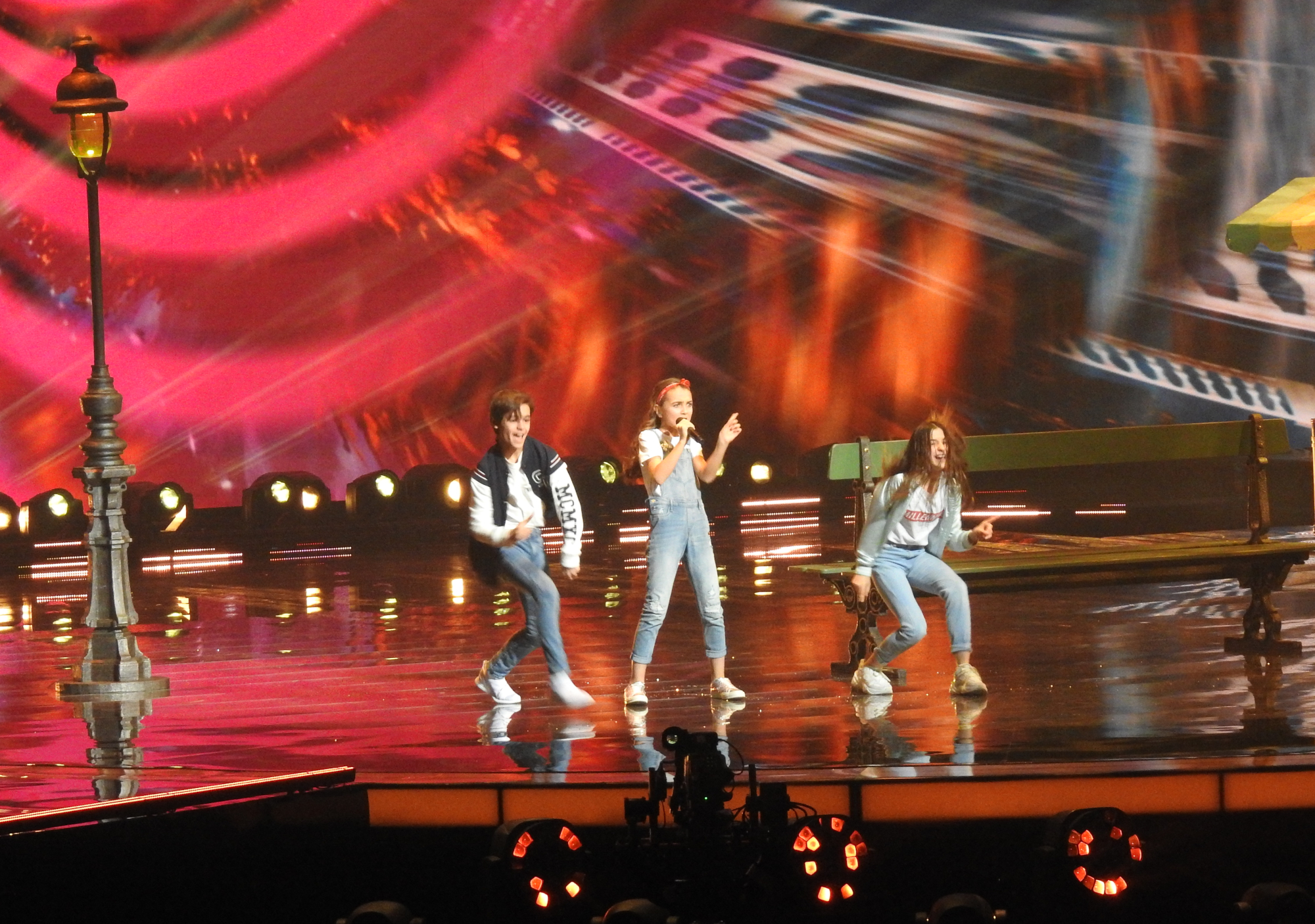
安潔莉娜在明斯克（2018）
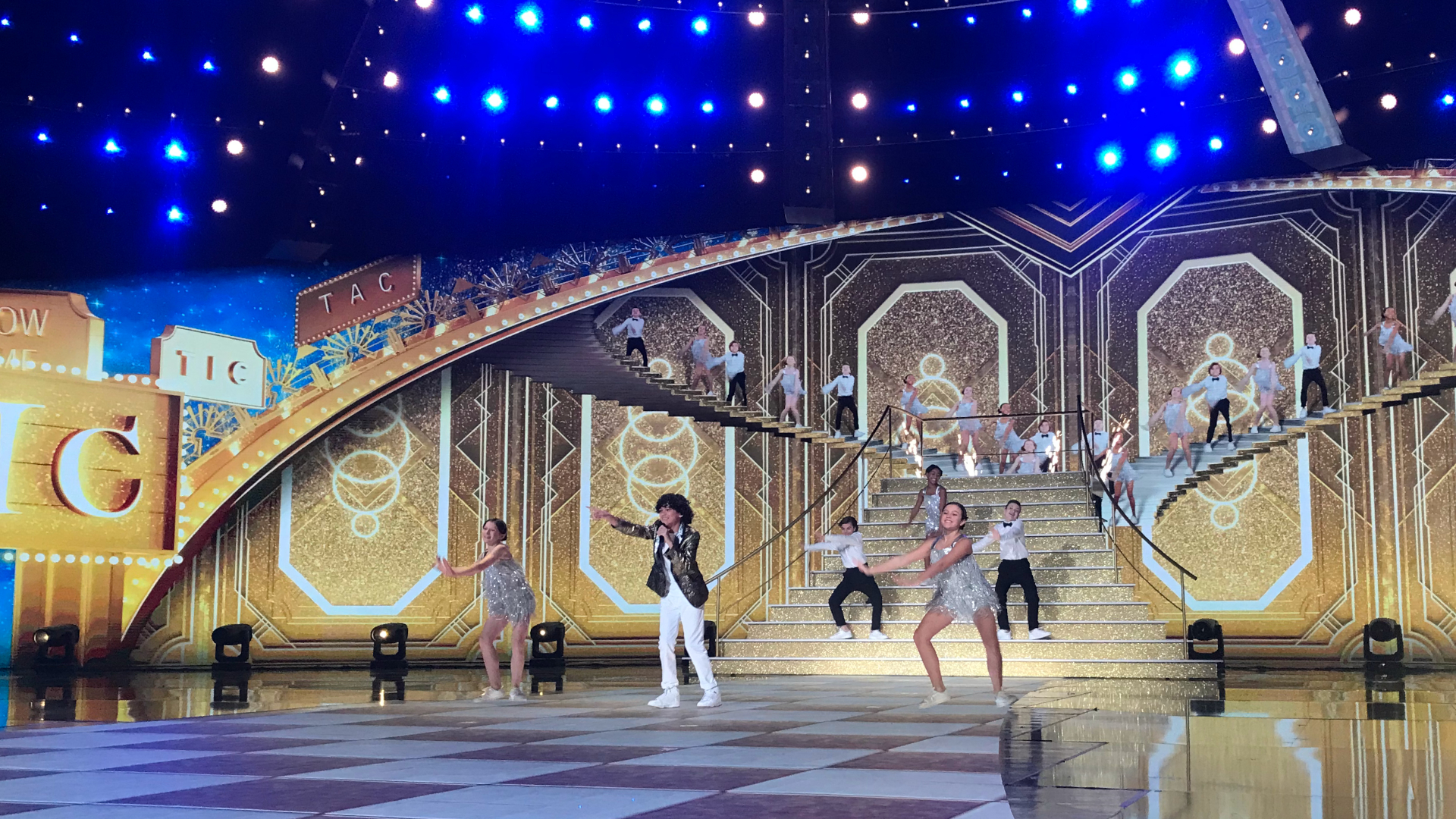
恩佐在巴黎（2021）
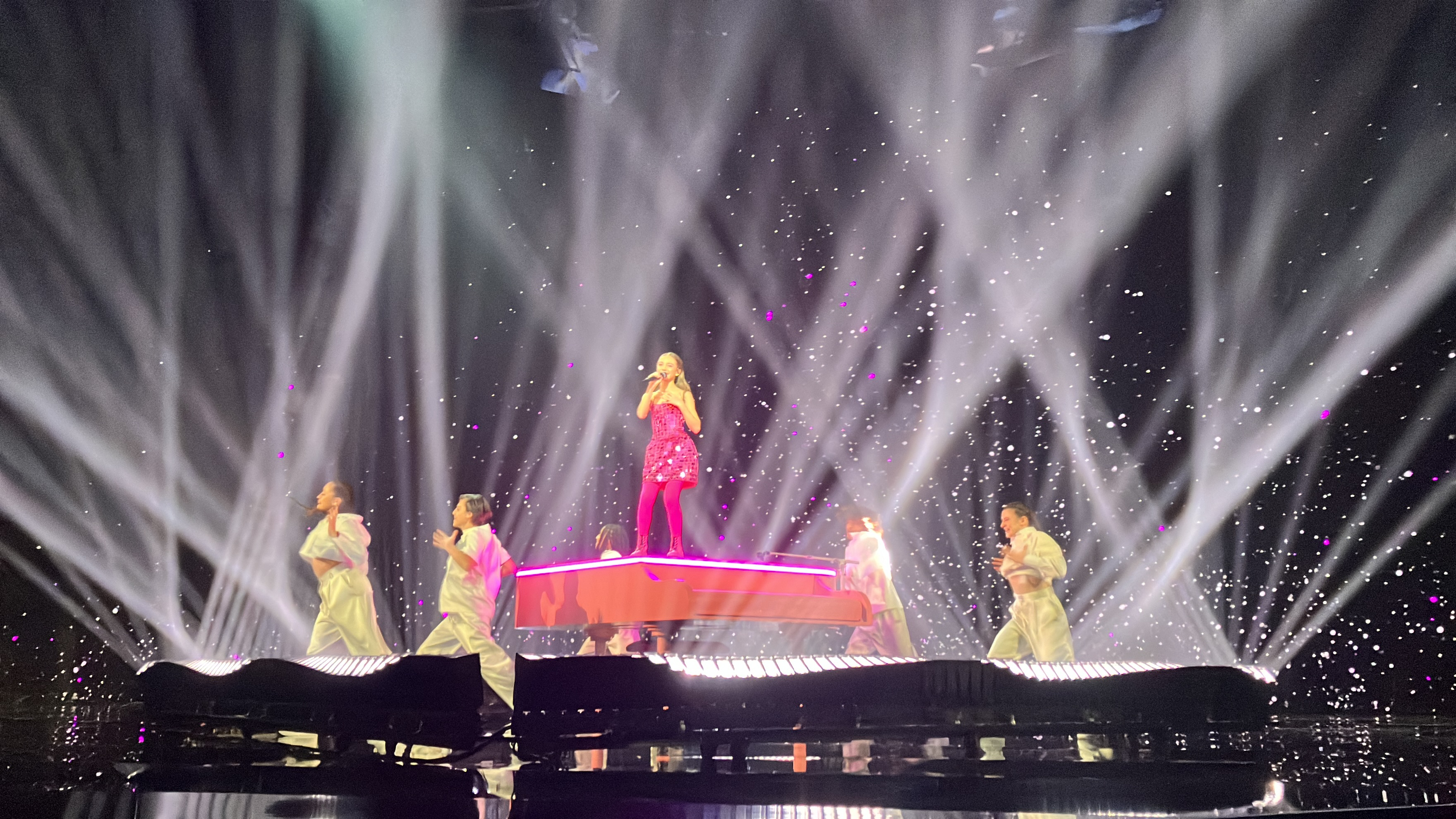
佐伊·克勞祖爾在尼斯（2023）

## 評論員與唱票員
大賽透過官方網站junioreurovision.tv和YouTube在網路上向全世界進行轉播。2015年大賽在官網上的轉播甚至有官網總編路克·費雪（Luke Fisher）和保加利亞2011年歐洲青少年歌唱大賽代表伊凡·伊萬諾夫以英語擔任評論員。FTV每次參賽也會派出自己的評論員去大賽現場來提供國內觀眾法语解說，同時也會派出一位唱票員來宣讀法國的給分。下表列出自2004年FTV派出的評論員與唱票員。
| 年份          | 放送頻道 | 評論員                       | 唱票員                                                             | 參考          |
| ------------- | -------- | ---------------------------- | ------------------------------------------------------------------ | ------------- |
| 2004年        | France 3 | 艾爾莎·法耶和布魯諾·貝爾貝爾 | 蓋布瑞兒（Gabrielle）                                              | [ 30 ] [ 31 ] |
| 2005年–2017年 | 沒有轉播 | 沒有轉播                     | 沒有參賽                                                           |               |
| 2018年        | France 2 | 史蒂芬·伯恩和女士先生        | 丹尼爾·羅滕科（Daniil Rotenko）和柳巴娃·馬爾丘克（Lubava Marchuk） | [ 32 ] [ 33 ] |
| 2019年        | France 2 | 史蒂芬·伯恩和珊迪·赫里伯特   | 卡蘿琳娜（Karolina）                                               | [ 34 ] [ 35 ] |
| 2020年        | France 2 | 史蒂芬·伯恩和卡拉·拉薩利     | 奈森·拉法斯（Nathan Laface）                                       | [ 36 ]        |
| 2021年        | France 2 | 史蒂芬·伯恩和勞倫斯·博科里尼 | 安潔莉娜                                                           | [ 37 ]        |
| 2022年        | France 2 | 史蒂芬·伯恩和卡拉·拉薩利     | 瓦倫蒂娜                                                           | [ 38 ] [ 39 ] |
| 2023年        | France 2 | 史蒂芬·伯恩和卡拉·拉薩利     | 恩佐                                                               | [ 23 ] [ 40 ] |
| 2024年        | France 2 | 史蒂芬·伯恩和瓦倫蒂娜        | 利山卓                                                             | [ 41 ]        |

## 主辦情況
| 年份   | 地點 | 場館         | 主持人                                          | 參考   |
| ------ | ---- | ------------ | ----------------------------------------------- | ------ |
| 2021年 | 巴黎 | 塞納河音樂廳 | 卡拉、愛蘿狄·戈蘇因和奧利維爾·明尼              | [ 42 ] |
| 2023年 | 尼斯 | 尼凱亞宮     | 奧利維爾·明尼、勞麗·提勒曼和奧芬妮亞（Ophenya） | [ 43 ] |

## 註記和參考資料

### 註記
1. ↑  包含三個重複使用的英語字詞。